# Вишкі (Нижньосілезьке воєводство)
Вишкі (пол. Wyszki) — село в Польщі, у гміні Бистшиця-Клодзька Клодзького повіту Нижньосілезького воєводства.
Населення — 99 осіб (2011).
У 1975-1998 роках село належало до Валбжиського воєводства.

## Демографія
Демографічна структура станом на 31 березня 2011 року:
|          | Загалом | Допрацездатний вік | Працездатний вік | Постпрацездатний вік |
| -------- | ------- | ------------------ | ---------------- | -------------------- |
| Чоловіки | 56      | 7                  | 39               | 10                   |
| Жінки    | 43      | 7                  | 24               | 12                   |
| Разом    | 99      | 14                 | 63               | 22                   |